# Негрибреэн
Негрибреэн (норв. Negribreen), также Негри, Негрибре — ледник на острове Западный Шпицберген (архипелаг Шпицберген).
Ледник расположен в восточной части острова и покрывает территорию Земли Улафа V и Земли Сэбина. Площадь ледника составляет около 1180 км². Ледник получил название в честь итальянского географа Кристофоро Негри (1809—1896).